# XavlegbmaofffassssitimiwoamndutroabcwapwaeiippohfffX
A XavlegbmaofffassssitimiwoamndutroabcwapwaeiippohfffX (röviden Xavleg, teljes nevén pedig Acidic Vaginal Liquid Explosion Generated by Mass Amounts of Filthy Fecal Fisting and Sadistic Septic Syphilic Sodomy Inside the Infected Maggot Infested Womb of a Molested Nun Dying Under the Roof of a Burning Church While a Priest Watches and Ejaculates in Immense Perverse Pleasure Over His First Fresh Fetus) dél-afrikai deathcore/deathgrind/death metal együttes.

## Története
2016-ban alakultak Durbanban. Tagjai a Vulvodynia nevű zenekarban is játszanak. Elmondásuk szerint „órákat töltöttek azzal, hogy a legröhejesebb és a legbrutálisabb nevet találják ki”, ugyanis humoros jellegű death metal együttest szerettek volna alapítani. Humorukhoz tartozik az is, hogy a hosszú névvel ellentétben albumaik rövid címekkel rendelkeznek. Első kiadványuk egy 2016-os EP volt, amelyet 2018-ban követett az első nagylemezük. Extrém hosszú nevük és logójuk miatt mára mémmé váltak az interneten. Logójuk felkerült a MetalSucks „hét leg-kiolvashatatlanabb együttes logója” listájára is.

## Tagok
- Duncan Bentley (Disciple Sperm Splatter) – ének
- Kris Xenopoulos (Captain Cock Corrosion) – gitár, hangszerek
- Bryon Banana (Lord Necrotic Gore Bong) – hangszerek[3]

## Diszkográfia
- Gore (EP, 2016)
- Gore 2.0 (album, 2018)[4]
- Invoke The Smoke (Single, 2018)